# John Cusack
John Paul Cusack (Evanston, Illinois, 28 de juny de 1966) és un actor i guionista de cinema i televisió estatunidenc. Ha estat nominat als Globus d'Or, als BAFTA i als Premis del Sindicat d'Actors. És conegut per pel·lícules com Being John Malkovich (1999), High Fidelity (2000), La parella de l'any (2001), 1408 (2007) o 2012 (2009). A banda, és actiu políticament i pertany als Socialistes Democràtics d'Amèrica.

## Biografia
Jonn Cusack va néixer al si d'una família catòlica d'ascendència irlandesa. Tant son pare, Dick Cusack, com els seus germans, Ann, Bill, Joan i Susie, han estat també actors de professió. Sa mare, Nancy, és una professora de matemàtiques jubilada i activista política.
Va començar a actuar des que era nen. Acudí a classes al Piven Theatre Workshop de Chicago juntament amb la seva germana Joan, i amb dotze anys ja havia fet diverses veus en off per a anuncis i algunes aparicions en obres teatrals. La seva primera pel·lícula fou la comèdia Class (1983). Més endavant aconseguí el paper d'en John Bender a la pel·lícula de John Hughes, The Breakfast Club, però fou substituït per Judd Nelson.
El 1988 fundà un grup de teatre, The New Criminals, per al qual ha dirigit nombrosos muntatges.

## Filmografia
| - Class (1983) - Sixteen Candles (1984) - Grandview, U.S.A. (1984) - The Sure Thing (1985) - Natty Gann (1985) - Better Off Dead (1985) - Compta amb mi (1986) - One Crazy Summer (1986) - Persecución intensa (1987) - Broadcast News (1987) - Els vuit eliminats (1988) - Tapeheads (1988) - Say Anything... (1989) - Arma secreta (1989) - Els estafadors (1990) - El vertader ésser (1991) - Ombres i boires (1992) - Ciutadà Bob Roberts (1992) - Roadside Prophets (1992) - Money or Nothing (1993) - El mapa del cor humà (1993) - Floundering (1994) - Bales sobre Broadway (1994) - El balneari de Battle Creek (1994) - City Hall (1995) - Un assassí una mica especial (1997) - Con Air (1997) - Anastàsia (1997, veu) - Mitjanit al jardí del bé i del mal (1997) - Chicago Cab (1997) - This is my Father (1998) - The Thin Red Line (1998) - Pushing Tin (1999) - Cradle Will Rock (1999) - Being John Malkovich (1999) - High Fidelity (2000) - La parella de l'any (2001) - Serendipity (2001) - Max (2002) - Adaptation: el lladre d'orquídies (2002) | - Identitat (2003) - Runaway Jury (2003) - I que li agradin els gossos (2005) - The Ice Harvest (2005) - The Contract (2006) - Martian Child (2007) - La vida sense la Grace (2007) - War, Inc. (2007) - 1408 (2007) - Igor (2008) - 2012 (2009) - Jacuzzi al passat (2010) - Shanghai (2010) - The Raven (2012) - The Factory (2012) - The Paperboy (2012) - The Numbers Station (2013) - The Frozen Ground (2013) - El majordom (2013) - Grand Piano (2013) - We Are Not Animals (2013) - Adult World (2013) - The Bag Man (2014) - Mapes a les estrelles (2014) - Drive Hard (2014) - The Prince (2014) - Love & Mercy (2014) - Segrestada (2014) - Dragon Blade (2015) - Hot Tub Time Machine 2 (2015) - Chi-Raq (2015) - Cell (2016) - Arsenal (2017) - Blood Money (2017) - Singularity (2017) - Distorted (2018) - River Runs Red (2018) - Never Grow Old (2019) - Pursuit (2022) |